# Unit link
Un unit Link o fondo de seguro diversificado (unitised insurance fund) es una forma de inversión colectiva ofrecida con políticas del aseguramiento de vida.
Encontrado principalmente en el Reino Unido y otras jurisdicciones de las islas británicas, la prima única y las políticas de prima regular ofrecen acceso a una amplia gama y tipos de activos para todo tipo de inversionistas.

## Naturaleza de los fondos
Los fondos son inversiones sin final concreto (de duración indeterminada) que hacen accesibles las compañías de seguros de vida. En contraposición de la mayoría de las inversiones colectivas no hay entidad independiente comprometida con proteger los activos. La compañía puede manejar, promover y sostener los activos en nombre de los asegurados. Los asegurados tienen derechos sobre los activos pero no poseen las "unidades", ni son fácilmente efectuables (vendibles, reembolsadas).
Se dice que en la práctica las compañías aseguradoras tienden a estar bien reguladas y dependen de su reputación para mostrar confianza al consumidor cuando vayan a invertir con ellas.
- Datos: Q4884603